# Kovačevac (Republika Serbska)
Kovačevac (cyr. Ковачевац) – wieś w Bośni i Hercegowinie, w Republice Serbskiej, w gminie Jezero. W 2013 roku liczyła 84 mieszkańców.